# Minas de pasión
Minas de pasión (lit. Minas da Paixão) é uma telenovela mexicana produzida por Pedro Ortiz de Pinedo para TelevisaUnivision e foi exibida pelo Las Estrellas de 21 de agosto de 2023 a 14 de janeiro de 2024, substituindo Esta historia me suena Vol. 6 e sendo substituída por Tu vida es mi vida.
É uma adaptação da telenovela estadunidense La patrona de 2013, da qual se baseou na telenovela venezuelana de 1984 La dueña.
Protagonizada por Livia Brito e Osvaldo de León e antagonizada por Anette Michel, Sylvia Sáenz, Rodrigo Murray, Omar Germenos, Adolfo de la Fuente, Michelle Orozco e Arturo Posada e atuações estelares de Cynthia Klitbo, Karyme Lozano, Carlos Gatica, Rodrigo Brand, Alma Cero, Lizy Martínez e Moisés Peñaloza, participações dos primeiros atores Alejandro Camacho e Mayra Rojas e participação especial de César Évora.

## Sinopse
Emilia Sánchez (Livia Brito) é uma mãe solteira que trabalha numa mina, onde conhece Leonardo Santamaría (Osvaldo de León), filho de Roberta Castro (Anette Michel), a mulher mais poderosa da cidade. Emília e Leonardo se apaixonam, desencadeando a raiva de Roberta, que, ao saber que Emília descobriu sua má gestão na administração da mina, buscará vingança tornando sua vida miserável.

## Elenco
- Livia Brito - Emilia Sánchez Guzmán "Tigrilla" / Victoria Alcázar "La Patrona"
- Osvaldo de León - Leonardo Santamaría Castro
- Anette Michel - Roberta Castro de Villamizar / Vda. de Santamaría "La Patrona"
- Alejandro Camacho - Julián Sánchez "El Tigre"
- Cynthia Klitbo - Zaira Pérez de Sánchez
- Karyme Lozano - Aleida Cervantes
- Sylvia Sáenz - Sara Quintana Gómez de Santamaría
- Rodrigo Murray - Adalberto Quintana
- Carlos Gatica - Sebastián Martínez
- Rodrigo Brand - Danilo Betancourt
- Omar Germenos - Fidel Roldán de la Fuente
- Mayra Rojas - Joaquina Castro
- Alma Cero - Gilberta "Gigi" Gómez de Quintana
- Lizy Martínez - Jennifer Quintana Gómez
- Moisés Peñaloza - Orlando Roldán Cervantes
- Adolfo de la Fuente - Mauricio Santamaría Castro
- Michelle Orozco - Miriam "Mimi" García
- Melissa Lee - Fátima
- Arturo Posada - el Comandante Ezequiel
- Raúl Orvañanos - Patricio Lazcano
- Priscila Solorio - Flor
- Iker García - Nicolás Sánchez Guzmán
  - Andrés Ruanova - Nicolás Santamaría Sánchez / Nicolás Sánchez Guzmán (criança)
- Edward Castillo - Gael Sánchez Pérez
  - Lukas Urkijo - Gael Sánchez Pérez (adolescente)
- Valeria Burgos - María José "Marijo" Villamizar Herrera
  - Arianna Valh - María José "Marijo" Villamizar Herrera (adolescente)
- César Évora - Ignacio Villamizar Lara
- Pedro Sicard - Marat Volcof
- Diego de Tovar - Ramiro
- Sajid Góngora
- Susana Huacuja - Hipólita
- Juanpa Matta
- Baal Uriostegui
- Claudia Ortega Arteaga - Mariana
- Stephanie Haddad - Enfermera Rosa
- Ana Belén - Lorenza
- Armando Andrade
- Katixa Mecerreyes - Cayetana
- Juanjo Ramosanz
- René Nicolás
- Isadora Carrillo - Romina "Romy" Santamaría Quintana / Romina "Romy" Betancourt Quintana
- María Anfal - Fernanda
- Cesar Antulio - Mateo Solorzano
- Laura Esgueva - Carmen
- Luciano Vittori - Ruiz
- Alex Pimienta - Piñerio
- Diana Mercado Armenta - Mujer Separos Zaira
- Alejandra Arce - Rosario
- Antonio Denetro - Policía

## Produção

### Desenvolvimento
Em março de 2023, foi noticiado que a TelevisaUnivision estaria desenvolvendo uma versão da novela americana La Patrona, com Pedro Ortiz de Pinedo atuando como produtor executivo responsável e com o título provisório da novela sendo La Minera. Em 11 de maio de 2023, de Pinedo anunciou que Minas de Pasión seria o título oficial da novela. Em 16 de maio de 2023, a novela foi apresentada durante o adiantamento da TelevisaUnivision para a temporada televisiva 2023-24. As filmagens da novela começaram em 25 de maio de 2023.

### Seleção de elenco
Em 24 de março de 2023, Osvaldo de León foi anunciado como protagonista. Em 14 de abril de 2023, Alejandro Camacho se juntou ao elenco no papel de El Tigre. Em 12 de maio de 2023, foi anunciado que Livia Brito seria a protagonista principal ao lado de León e uma extensa lista de elenco confirmado foi divulgada.
Originalmente, Ariadne Díaz foi considerada para a personagem principal, porém, ela recusou o papel por motivos pessoais.

## Audiência
| Horário               | # Eps. | Estreia              | Estreia           | Final                 | Final           | Posição | Temporada | Classificação geral |
| Horário               | # Eps. | Data                 | Primeiro capítulo | Data                  | Último capítulo | Posição | Temporada | Classificação geral |
| --------------------- | ------ | -------------------- | ----------------- | --------------------- | --------------- | ------- | --------- | ------------------- |
| Segunda – Sexta 18h30 | 107    | 21 de agosto de 2023 | 2.4               | 14 de janeiro de 2024 | 3.2             | #1      | 2023-2024 | 2.4                 |